# Cheleiros
Cheleiros era una freguesia portuguesa del municipio de Mafra, distrito de Lisboa.

## Historia
La freguesia de Cheleiros fue municipio independiente desde 1195 hasta 1836, en cuya fecha se integró en el municipio de Sintra, pasando al de Mafra en 1855. 
Fue suprimida el 28 de enero de 2013, en aplicación de una resolución de la Asamblea de la República portuguesa promulgada el 16 de enero de 2013 al unirse con la freguesia de Igreja Nova, formando la nueva freguesia de Igreja Nova e Cheleiros.

## Patrimonio
En el patrimonio de la extinta freguesia pueden destacarse la iglesia parroquial, la capilla del Espíritu Santo, los restos del pelourinho, símbolo de su antigua autonomía municipal, y, sobre todo, el Puente Antiguo, de un solo arco de medio punto, conocido también como Puente Romano, pero que con toda probabilidad debe su estado actual a una reforma medieval sobre la primitiva estructura romana.